# Yekuno Amlak
El emperador Yekuno Amlak (en amárico: ይኵኖ አምላክ: nombre real Tasfa Iyasus) fue nəgusä nägäst (r. 10 de agosto de 1270 – 19 de junio de 1285) de Etiopía y restaurador de la Dinastía salomónica. Descendía, a través de su padre, Tasfa Iyasus, de Dil Na'od, el último Rey de Axum.

## Ascenso al poder
Mucho de lo que sabemos sobre Yekuno Amlak está basado en tradiciones orales y hagiografías medievales. Yekuno Amlak fue educado en el Monasterio de San Esteban del Lago Hayq, cerca de Amba Sel, donde hagiografías medievales más tardías afirman que fue criado y educado por San Tekle Haymanot, que le ayudó a deponer al último Rey de la Dinastía Zagüe. Hagiografías anteriores, no obstante, afirman que fue Iyasus Mo'un, el abad del Monasterio de San Esteban, el que le ayudó a conseguir el poder. G.W.B. Huntingford explica esta discrepancia al señalar que Istifanos había sido el principal monasterio de Etiopía, pero que fue eclipsado por el de Debre Libanos, fundado por Tekle Haymanot, y a partir del reinado de Amda Seyon se convirtió en costumbre el nombrar al abad de Debre Libanos Ichege, o cabeza secular de la Iglesia etíope. Sin embargo, ninguna de estas tradiciones es contemporánea con cualquiera de los protagonistas.
Se cuenta también la historia, que se menciona tanto en la "Vida de Iyasus Mo'un" como en el Be'ela nagastat, que se oyó a un gallo profetizar en el exterior de la casa de Yakuno Amlak durante tres meses que cualquiera que comiera su cabeza sería rey . El rey entonces hizo matar y cocinar al pájaro, pero el cocinero desechó la cabeza del gallo, que fue comida por Yekuno Amlak, convirtiéndose así en gobernante de Etiopía. Los eruditos han señalado la semejanza entre esta leyenda y una sobre el primer rey de Kaffa, que igualmente se enteró por una voz  misteriosa que comer la cabeza de cierto gallo le haría rey, así como del etíope Mashafa dorho o "Libro del Gallo", que relata la historia de un gallo cocinado presentado a Cristo en La Última Cena y que fue devuelto a la vida.
La historia tradicional informa que Yekuno Amlak fue encarcelado por el rey Zagüe Za-Ilmaknun ("el desconocido, el escondido") en Montar Malot, pero consiguió huir. Reunió apoyo en las provincias de Amhara provincias y en Shewa, y con un ejército de seguidores, derrotó al rey Zagüe. Taddese Tamrat afirmó que este rey fue Yetbarak, pero debido a una forma local de damnatio memoriae, su nombre fue eliminado de los registros oficiales.  Un cronista más reciente de la historia Wolo, Getatchew Mekonnen Hasen, afirma llanamente que el último rey Zagüe no era otro que Na'akueto La'ab.

## Reinado

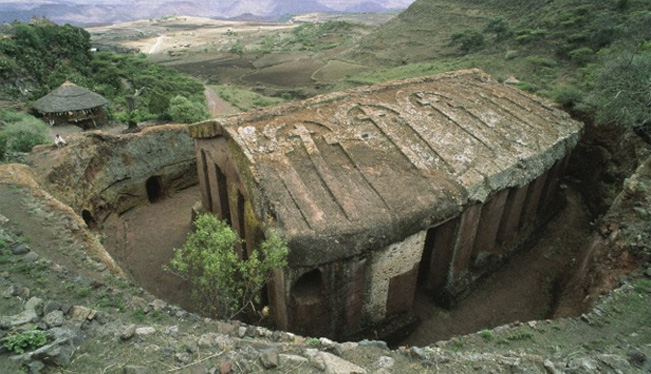
Genneta Maryam

Se dice que Yekuno Amlak hizo campaña contra el Reino de Damot, al sur del Nilo Azul.
Los registros históricos aportan más datos en cuanto a sus relaciones con otros países. Por ejemplo, E.Un. Wallis Budge declara que Yekuno Amlak no sólo intercambió correspondencia con el Emperador bizantino Miguel VIII, sino que le envió varias jirafas como regalo. Al principio, sus interacciones con sus vecinas musulmanas eran amistosas; no obstante sus intentos de obtener un Abuna para la Iglesia ortodoxa etiópe enrareció estas relaciones. Una carta dirigida al Sultán Mameluco Baibars, que disfrutaba de suzeranía sobre el Patriarca de Alexandria (la cabeza última de la iglesia etíope), en la que solicita ayuda para un nuevo Abuna en 1273; el texto sugiere que esta no era su primera petición. Cuando estas cartas no llegaban,  culpaba alSultan de Yemen, que habría obstaculizado el progreso de su mensajero al Cairo.
Taddesse Tamrat Interpreta la alusión del hijo de Yekuno Amlak a sacerdotes sirios en la corte real como resultado de la falta de atención por parte del Patriarca. Taddesse señala también que en torno a esta época, los Patriarcas de Alejandría y Antioquía luchaba para control del nombramiento del obispo de Jerusalén, hasta entonces la prerrogativa del Patriarca de Antioquía. Uno de los movimientos fue el nombramiento por parte del Patriarca Ignatius III David de un peregrino etíope como Abuna. Este peregrino nunca intentó asumir su posición en Etiopía, pero—Taddesse Tamrat argumenta—la carencia de obispos Coptos forzó a Yekuno Amlak a confiar en partidarios sirios llegados a su reino.
Se atribuye a Yekuno Amlak la construcción de la Iglesia de Gennete Maryam cerca de Lalibela, que contiene las pinturas murales datadas más antiguas de Etiopía.
Su descendiente, el emperador Baeda Maryam I hizo enterrar el cuerpo de Yekuno Amlak en la iglesia de Atronsa Maryam.